# Chromis caerulea
 Chromis caerulea és una espècie de peix de la família dels pomacèntrids i de l'ordre dels perciformes.

## Morfologia
Els mascles poden assolir els 6,5 cm de longitud total.

## Distribució geogràfica
Es troba des de l'Àfrica oriental fins a les Illes de la Línia i les Tuamotu.